# 国立病院機構長良医療センター
独立行政法人国立病院機構長良医療センター（どくりつぎょうせいほうじん こくりつびょういんきこう ながらいりょうセンター）は、岐阜県岐阜市にある独立行政法人国立病院機構が運営する医療機関。2005年（平成17年）3月1日に国立病院機構長良病院と国立病院機構岐阜病院が統合された開設された病院である。病院理念は「生命を育み、未来を大切に」。

## 概要
長良医療センターは17の診療科を擁し、NICU6床、GCU6床（現在は閉鎖中）を含む一般病床230床と、重症心身障害児（者）筋ジストロフィー等180床、結核30床の合計病床数440床を有する、岐阜県下唯一の国立病院機構の病院である。臨床研修指定病院。救急指定病院として岐阜県知事により告示されている。
国立の医療センターとして政策医療を行う役割を担っており、呼吸器・循環器・成育・重症心身障害・神経筋の5分野での専門医療を施している。そのうち呼吸器医療に関しては肺炎・肺癌などのほか、中皮腫などアスベスト関連疾患の診療にも対応している。呼吸器内科と呼吸器外科の協力体制のもと、肺癌に対しても、外科手術・化学療法・放射線治療・緩和医療などの集学的治療を行っており、県内の呼吸器医療の中核を担っている。また結核拠点病院に指定されており、結核病床を30床備えて多剤耐性結核など難しい症例も含めた結核診療の拠点となっている。
循環器医療に関しては、心筋梗塞や心筋疾患など心臓病を中心に生活習慣病も含めた幅広い症状を領域としており、また緊急カテーテル検査など高度な医療にも対応している。心臓血管外科は現在常勤医師不在により手術はできないが、外来を継続して行っている。神経筋関連に関しては、神経内科、神経小児科において筋ジストロフィーなど神経難病も含めた幅広い症例を診療している。またエイズ治療拠点病院の機関指定もされている。
成育医療では、常勤医師では産科、小児科、神経小児科、小児外科の4つの診療科、非常勤医師では小児脳神経外科、形成外科からなっている。内産科は現在分娩をとり止めており、小児科に併設されていたNICUも現在は閉鎖されている。小児科では急性期疾患、アレルギー等などに対応しており、小児外科と連携し小児消化器疾患の取り扱いもおこなっている。神経小児科では主に障害児や発達障害などの子どもたちを診察しており、場合に応じては小児脳神経外科(外来のみ)、脳神経外科と連携して診療している。
小児外科では県内では岐阜大学病院と同様最大の常勤医数を誇り、小児外科手術にも対応している。また、小児外科では重症心身障害児の治療も行い、他院治療困難な障害児の手術も受け入れている。
2024年6月時点、岐阜県選挙管理委員会より、不在者投票のできる施設の一つとして指定されている。

## 沿革

### 旧国立病院機構長良病院
所在地は、岐阜県岐阜市長良1291。小児全般、筋ジストロフィー症、重症心身障害の専門的な医療を行っていた。
- 1927年（昭和2年）4月：岐阜市立の療養所として創立。
- 1943年（昭和18年）：日本医療団に移管、日本医療団長良荘と改称。
- 1947年（昭和22年）4月：厚生省に移管、国立療養所長良荘と改称。
- 1969年（昭和44年）4月：国立療養所長良病院と改称。
- 1980年（昭和55年）4月：小児慢性疾患地方基幹病院に認定。
- 2004年（平成16年）4月：独立行政法人国立病院機構長良病院と改称。

### 旧国立病院機構岐阜病院
所在地は、岐阜県岐阜市日野東5丁目1番地1。結核を含む呼吸器疾患および循環器疾患の専門的な医療を行なっていた。
- 1939年（昭和14年）4月：岐阜県立岐阜病院として創立。
- 1943年（昭和18年）：日本医療団に移管、日本医療団日野荘となる。
- 1947年（昭和22年）：日本医療団より厚生省に移管、国立療養所日野荘に改称。その後国立岐阜療養所分院高山荘、同長良荘が国立療養所日野荘に所属換。
- 1951年（昭和26年）：国立療養所日野荘分院、長良荘が国立療養所長良荘として独立。
- 1970年（昭和45年）4月：国立療養所岐阜病院と改称。
- 1976年（昭和51年）4月：附属看護学校併設。
- 2001年（平成13年）3月：附属看護学校閉鎖。
- 2004年（平成16年）4月：独立行政法人国立病院機構岐阜病院と改称。

歴代院長
- 初代：古橋久助 1947年（昭和22年）4月1日 -
- 2代：小倉茂雄 1949年（昭和24年）10月1日 -
- 3代：中尾茂 1950年（昭和25年）2月16日 -
- 4代：森厚 1952年（昭和27年）2月1日 -
- 5代：小林君美 1982年（昭和57年）4月1日 -

### 独立行政法人国立病院機構長良医療センター
- 1986年（昭和61年）：「国立病院・療養所の再編成計画」により、国立療養所長良病院と国立療養所岐阜病院の統合案がでる。国立療養所長良病院に隣接した敷地への移転統合が決定される。
- 2004年（平成16年）：新中央病棟が完成。外来管理棟の増改築が完成する。
- 2005年（平成17年）3月：国立病院機構長良病院と国立病院機構岐阜病院の統合が完了。国立病院機構長良医療センターが開設される。
- 2008年（平成20年）：地域周産期母子医療センターに指定される。
- 2012年（平成24年）7月：電子カルテを開始する。
- 2014年（平成26年）2月：地域医療支援病院の承認を受ける。
- 2020年（令和2年）7月：脳神経外科再開。(常勤医)院長交代。

歴代院長
- 初代：上野 陽一郎 2005年（平成17年） -
- 2代：山田堅一 2014年（平成26年） -
- 3代：松久卓 2020年（令和2年） -

## 組織概要
- 統括診療部
  - 内科系診療部
    - 診療各科
    - 栄養管理室
    - 療育指導室
    - 臨床検査科

  - 外科系診療部
  - 地域医療連携室
- 臨床研究部
- 医療安全管理室
- 看護部
  - 病棟系
  - 外来系
  - 手術室・中央材料室
- 事務部
  - 企画課
  - 管理課
- 薬剤科

## 診療科

### 診療科一覧
- 内科[4]
- 神経内科
- 呼吸器内科
- 循環器内科
- 内分泌内科
- 消化器内科
- 小児科
- 神経小児科
- 産科
- 呼吸器外科
- 心臓血管外科
- 脳神経外科
- 小児外科
- 形成外科（小児中心、ただし成人用外来も有）
- リハビリテーション科
- 小児脳神経外科
- 放射線科
- 麻酔科
- 歯科（入院患者のみの診療）
- アレルギー科

### 周産期医療
本院は2008年（平成20年）2月より他院からのハイリスク出産を受け入れる三次医療機関として、地域周産期母子医療センターに指定されている。また小児科はじめとして小児関連の様々な診療科が集約され、総合的な周産期母子医療の基幹病院としての役割を担っている。多胎出産も他の産科施設に比べ非常に多く、また常勤産科医は7名。胎児心超音波検査 や胎児期時点でのMRI検査など先進的な胎児治療を行い、岐阜県外からの来院者も多い。小児科・小児外科含めて10名以上の常勤医が在籍し、小児医療における基幹病院として様々な症例に対応、岐阜市小児夜間急病センターの二次救急を行う岐阜市小児二次救急病院群輪番制にも参加している。また過去には小児脳神経外科が常勤医師により設置され、手術等が行われていた。その機能は岐阜県総合医療センターに移転した。現在は非常勤務医師と連携し外来を行っている。本院では出生前に胎児の抱える病気を診断するうえで重要な判断材料となる胎児ドッグを、本院での出産の有無を問わず受けることが可能となっている。また産前産後のケアとして母親学級や「ぴいかぶうケア」「Mama119」などの取り組みも積極的に行われている。
またICU（現在は閉鎖）や前述したNICU（現在は閉鎖中）などを設置し、高度医療・専門医療対応した設備が整えられている。
そのほかの特徴としては、地域連携室を設けX線読影会などを通じて開業医との交流を図るなど、病診連携にも積極的である。また市民公開講座などを通じた啓発活動にも取り組んでいる。そのほか胎児医療に関連する学会である日本胎児治療学会は、本院内に事務局を置いていた。現在は岐阜県総合医療センターに置かれている。
しかし、2019年（平成31年）4月1日より胎児診断・治療の機能を全て岐阜県総合医療センターに移転した。ただしその他の産科診療、ハイリスク出産は4月1日以降も通常通り診療を続けていた。しかし2021年常勤医師が2名から1名になったことや、分娩件数の減少等から分娩を休止し、同時に新生児集中治療室（NICU）並びに継続保育室（GCU）を閉鎖した。それに伴い地域周産期母子医療センターの役目を終えた。当院の地域周産期母子医療センター閉鎖後は岐阜大学医学部付属病院が後継として地域周産期母子医療センターに指定された。
地域周産期母子医療センター閉鎖後も産科にて従来行われていた助産によるや産後ケア、育児指導、産科医による妊婦検診や妊婦と薬の外来は現在も行っており、多くの妊婦の支えとなっている。なお、県内で妊婦と薬の外来を受けることができるのは当院と岐阜大学病院のみである。

### コロナウイルス感染症
岐阜県内唯一の国立病院として新型コロナウイルス患者の受け入れやワクチン接種等の中核を担っている。

## 専門外来
- セカンド・オピニオン外来
- ペースメーカー外来
- 双胎外来（産科）
- 助産師外来（産科）
- 小児てんかん外来（小児科）
- 小児神経科外来（小児科）
- フォローアップ外来（小児科）
- 小児脳神経外科外来
- 形成外科外来

## 所在地
- 岐阜県岐阜市長良1300番地7

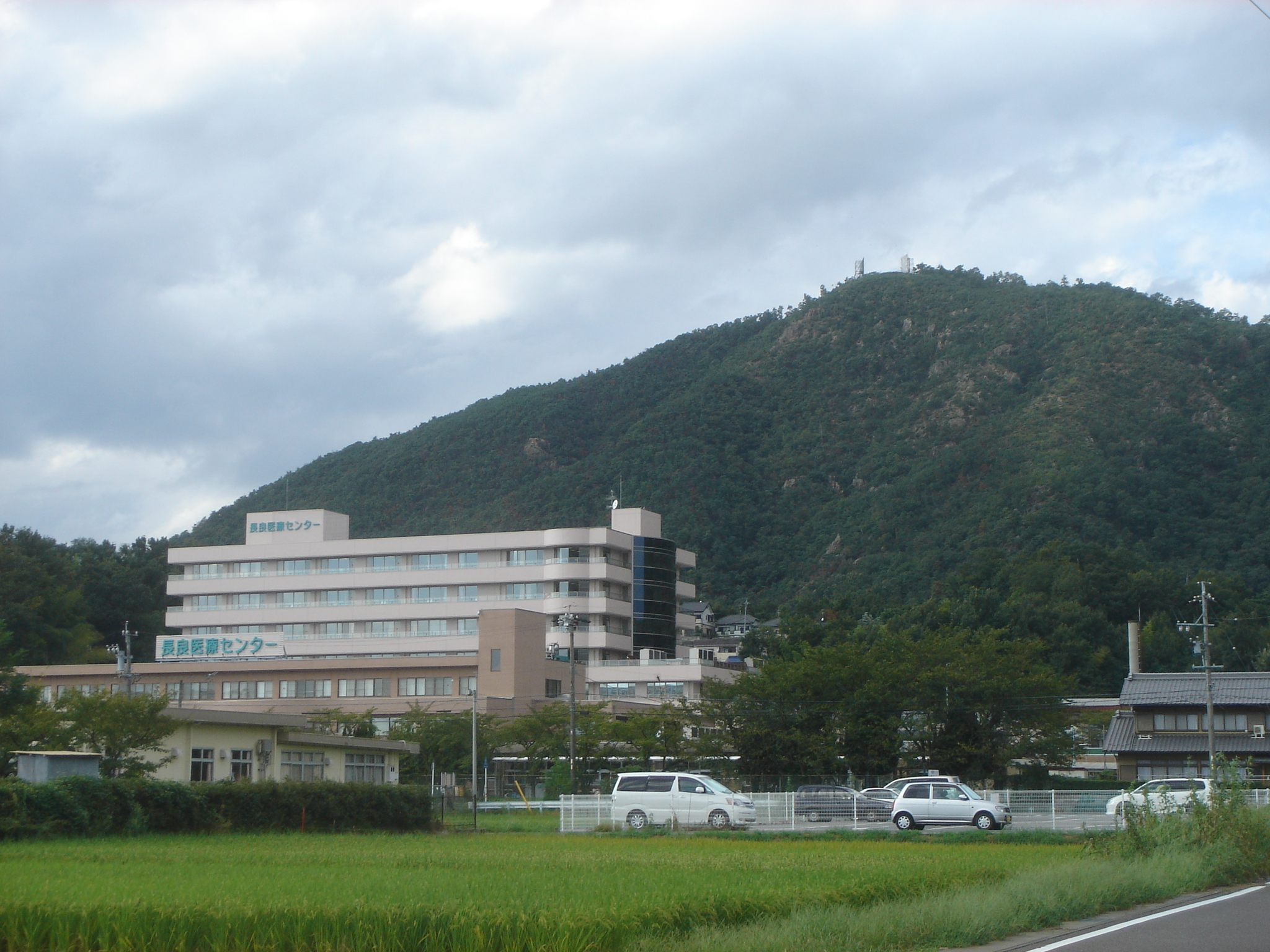
後ろの山が百々ヶ峰

  - 金華山の北約3kmに位置し、百々ヶ峰の山麓にある。
  - 近接地に岐阜県立長良特別支援学校がある。

## 交通機関
岐阜バス
- JR岐阜駅（北口・バスターミナル）から
  - 13番のりば：N40 長良医療センター行きに乗車、終点・「長良医療センター」停留所下車。
  - 13番のりば：N43 松籟団地行きに乗車、「長良医療センター口」停留所下車。
- 名鉄岐阜駅（駅前・神田町通り北進のりば）から
  - 4番のりば：N40 長良医療センター行きに乗車、終点・「長良医療センター」停留所下車。
  - 4番のりば：N43 松籟団地行きに乗車、「長良医療センター口」停留所下車。